# Chrysosoma anomalipes
Chrysosoma anomalipes är en tvåvingeart som beskrevs av Octave Parent 1935. Chrysosoma anomalipes ingår i släktet Chrysosoma och familjen styltflugor.
Artens utbredningsområde är Ghana. Inga underarter finns listade i Catalogue of Life.